# 紫叶五尖槭
紫叶五尖槭（学名：Acer maximowiczii sp. porphyrophyllum）为槭树科槭属下的一个亚种。

## 扩展阅读
- 維基物種上的相關：紫叶五尖槭